# Phyllachora ramamurthyi
Phyllachora ramamurthyi är en svampart som beskrevs av Hosag., Manian & Pandur. 1993. Phyllachora ramamurthyi ingår i släktet Phyllachora och familjen Phyllachoraceae.   Inga underarter finns listade i Catalogue of Life.